# Johannes III. (Äthiopien)
Johannes III. (* 1797) war Negus Negest (Kaiser) von Äthiopien und damit der letzte äthiopische Herrscher aus dem „Gonder“-Zweig der Salomoniden-Dynastie. Er war der Sohn von Tekle Giyorgis I. Als Kaiser war er größtenteils eine Repräsentationsfigur, während die eigentliche Macht in den Händen des Enderasse oder Regenten, Ras Ali II., einem Prinzen der herrschenden Oromo-Familie aus dem Distrikt Yejju ruhte.
Johannes wurde durch Ras Ali gezwungen dessen Mutter, die Kaiserin Mennen Liben Amede zu heiraten. Sie sollte sowohl ihren zweiten Ehemann als auch ihren Sohn dominieren.
In den zahlreichen Kriegen zwischen Ras Ali und seinem stärksten Konkurrenten um die Macht, Dejazmach Wube Haile Maryam von Semien, wurde Johannes im Zeitraum vom 30. August 1840 bis 1851 mehrmals entthront und zurück auf den Thron gesetzt. Er wechselte sich dabei mit seinem Cousin Sahle Dengel ab. Zum ersten Mal wurde Johannes im Oktober 1841 abgesetzt, da er sich als Freund des Dejazmach Wube zeigte. Er gelangte 1845 kurzzeitig zurück ins Amt und wurde 1850 auf unbekannte Weise ein letztes Mal auf den Thron befördert.
Budge stellt Johannes als verachtenswerte Person dar, der lediglich toleriert wurde, da er dem solomonischen Zweig entstammte. Er war ein Schlemmer und Weinsäufer und für gewöhnlich betrunken. Wenn er sich nicht in seinem Speisesaal befand, konnte er im Harem gefunden werden.
Über sein endgültiges Schicksal ist, ebenso wie über viele Einzelheiten seiner Herrschaft, nichts bekannt. Als Mennen am 18. Juni 1847 durch Kassa von Qwara (den späteren Theodor II.) am nördlichen Ufer des Tanasees besiegt wurde, soll Johannes herrschender Kaiser gewesen sein. Kassa nahm Johannes und Mennen gefangen und tauschte die beiden mit Ras Ali gegen den Titel Dejazmach und die Gebiete des verstorbenen Ras Kinfu in Gojam.
Einer anderen Quelle zufolge bemächtigte sich Kassa letztlich des kaiserlichen Throns. Johannes trat freiwillig zurück, unter der Bedingung, dass der neue Kaiser ihn nicht zwänge sich mit seiner gehassten Frau, Kaiserin Mennen, wieder zu vereinigen. Anschließend verschwand Johannes von der Bildfläche und starb in Armut zu Beginn der 1870er. Zum Ende seines Lebens sei er zum Katholizismus übergetreten und habe Napoléon III. in einem Brief um finanzielle Unterstützung gebeten.
Budge führt eine andere Darstellung an, wonach Johannes sein Leben erheblich weniger denkwürdig beendete. Demnach starb er 1851 an einer akuten Magenverstimmung und wurde durch Sahle Dengel ein letztes Mal auf dem Thron ersetzt. Diese Geschichte erscheint glaubwürdiger, da Sahle Dengel bis kurz vor der Krönung Theodors am 11. Februar 1855 Kaiser war.